# Velika Plana
Velika Plana (em cirílico: Велика Плана) é uma vila da Sérvia localizada no município de Velika Plana, pertencente ao distrito de Podunavlje, na região de Veliko Pomoravlje.
A sua população era de 16078 habitantes segundo o censo de 2011 (vila) / 40902 habitantes (município).

## Demografia
| 1948 | 1953 | 1961 | 1971  | 1981  | 1991  | 2002  | 2011  |
| ---- | ---- | ---- | ----- | ----- | ----- | ----- | ----- |
| 7347 | 8343 | 9922 | 12657 | 16175 | 17197 | 16210 | 16078 |